# Karl Bekele Steinland
Karl Bekele Steinland (* 26. September 1999) ist ein norwegischer Schauspieler.

## Leben
Bekele Steinlands Jugend war durch eine Verbindung zur Musik und darstellenden Kunst gekennzeichnet. So war er Mitglied im Nidarosdomens Guttekor, einem bekannten Jungenchor. Nach dem Abschluss der weiterführenden Schule begann er im Jahr 2018 ein Studium an der Musikkteaterhøyskolen in Oslo, welches er 2021 abschloss. Während seiner Studienzeit spielte er in der Musikproduktion Spring Awakening, zunächst in einer Nebenrolle und später in der Hauptsaison als Hauptrolle. Bekele Steinland lebt und arbeitet in Trondheim.

## Wirken
Bekele Steinland war an mehreren Theater- und Filmprojekten beteiligt. Schon früh wirkte er in verschiedenen Theaterproduktionen mit, darunter The Addams Family am Lillestrøm Kultursenter und mehrere Stücke am Teater Ibsen. Im Jahr 2022 spielte er im Stück Havfruen am Trøndelag Teater. Seinen Durchbruch im Filmgeschäft erreichte er mit der Hauptrolle im Film Norwegian Dream, der 2023 als erste große Produktion der Trøndelag-Filmgesellschaft Spætt Film herauskam. In diesem Film, der die Herausforderungen von Arbeitsmigranten und die Bekämpfung von Homophobie thematisiert, spielte Steinland an der Seite von Hubert Miłkowski und verkörperte Ivar, den Adoptivsohn des Fabrikbesitzers, der mit der von Miłkowski verkörperten Figur eine intensive Liebesbeziehung eingeht.

## Filmografie
- 2023: Norwegian Dream